# نظریه تشدید انطباقی
نظریه تشدید انطباقی (یا Adaptive Resonance Theory) توسط استفان گراسبرگ و جیل کارپنتر با نظر به چگونگی پردازش اطلاعات توسط مغز، مطرح شد. این نظریه چند مدل شبکه عصبی را توصیف می‌نماید که در آن‌ها از روش‌های نظارتی و غیر نظارتی برای یادگیری استفاده می‌شود. این نظریه در مسائلی نظیر تشخیص و پیشگویی الگوها، به کار گرفته می‌شود.

## مدل یادگیری
سیستم ART ابتدایی، یک مدل یادگیری بی سرپرست است. این سیستم معمولاً از یک فیلد مقایسه‌ای و یک فیلد تشخیص (ساخته شده از تعدادی نورون)، یک پارامتر مراقب (vigilance parameter) و یک واحد بازنشانی (Reset Module) ساخته شده‌است. پارامتر مراقب معمولاً تأثیر قابل توجه‌ای بر روی سیستم دارد: چنانچه مقدار این پارامتر بزرگ در نظر گرفته شود حافظه‌هایی با جزئیات بالا (طبقه‌های ریز اما زیاد) در اختیار قرار می‌دهد و برعکس، اگر این مقدار کوچک باشد، حافظه‌هایی معمولی (طبقه‌هایی با اندازه معمولی و تعداد کم) بدست می‌دهد. فیلد مقایسه ای، یک حامل ورودی (آرایه‌ای یک بعدی از مقادیر) را دریافت کرده و آن را به بهترین همتایش در فیلد تشخیص منتقل می‌نماید. این بهترین همتا، نورونی تنهاست که مجموعهٔ وزن‌هایش (Weight Vector)، با حامل ورودی بیشترین تطابق را داشته باشد. هر نورون در فیلد تشخیص یک سیگنال منفی (متناسب با کیفیت تطابق حامل ورودی با نورون دریافت‌کننده آن) به دیگر نورون‌های این فیلد ارسال می‌نماید، در نتیجه از تولید خروجی در آن‌ها جلوگیری می‌شود. با این کار، فیلد تشخیص روش منع جانبی را ارائه می‌کند. به این معنی که نورون‌های داخل آن، به عنوان طبقاتی (categories) عمل می‌کند که حامل‌های ورودی بر اساس آن‌ها دسته‌بندی می‌شوند. بعد از اینکه ورودی طبقه‌بندی شد، واحد بازنشانی قدرت این تطابق و دسته‌بندی را با مقدار پارامتر مراقب می‌سنجد. اگر پاسخ این سنجش مثبت بود، فرایند تعلیم شروع می‌شود. از طرفی، چنانچه پاسخ مقایسه منفی باشد، نورونی که سیگنال فرستاده‌است، تا دریافت حامل ورودی جدید غیرفعال می‌شود؛ فرایند تعلیم هم تنها پس از تکمیل فرایند جستجو آغاز می‌گردد. در فرایند جستجو، نورون‌های فیلد تشخیص یکی یکی توسط واحد بازنشانی غیرفعال می‌شوند تا زمانی که بالاخره نتیجه یک سنجش، مثبت شود. اما اگر قدرت هیچ‌کدام از تطابق‌های صورت گرفته، به آستانه مقدار پارامتر مراقب نرسد (پاسخ سنجش همیشه منفی شود)، یک نورون که تا به حال به کار گرفته نشده، راه اندازی می‌شود و طوری تنظیم می‌شود تا حامل ورودی منطبق شود.

## تعلیم
دو روش اصلی برای تعلیم شبکه‌های عصبی بر پایه ART وجود دارد:یکی روش آرام و دیگری روش سریع. در روش یادگیری آرام، از معادلات دیفرانسیل برای محاسبه مقادیر پیوسته از درجهٔ وزن‌های نورون تشخیص نسبت به حامل ورودی، استفاده می‌شود؛ بنابراین، این محاسبه به مدت زمانی که طی آن حامل ورودی ارائه شده‌است بستگی دارد. در روش یادگیری سریع، از معادلات جبری برای محاسبه درجه تعدیلات وزنی، استفاده می‌شود؛ و مقادیر به صورت binary هستند. اگرچه روش یادگیری سریع، مؤثر و کارآمد است، اما روش یادگیری آرام، از نظر زیستی محتمل تر است و می‌تواند در شبکه‌هایی با پیوستگی زمانی (continuous-time networks) به کار گرفته شود (به عنوان مثال هنگامی که حامل ورودی مرتباً تغییر می‌کند).

## انواع

### ART ۱
َART ۱، ساده‌ترین نوع شبکه‌های ART است که ب تنها مقادیر باینری می‌پذیرد.

### ART ۲
در این نوع، قابلیت پذیرش مقادیر پیوسته لحاظ شده‌است.

### ART 2-A
این نوع، فرمی بهینه شده و کارآمد از نوع ART ۲ است. با وجود تسریع بسیار قابل ملاحظه در زمان اجرا (runtime)، نتایجی به ندرت کم کیفیت تر از شبکه‌های نوع ART ۲ دارد.

### ART ۳
بر پایه ART ۲ ساخته شده با این تفاوت که از شبیه‌سازی ابتدایی قانون انتقال دهنده عصبی (neurotransmitter) در فعالیت سیناپسی استفاده می‌نماید. این شبیه‌سازی با بکارگیری شبیه‌ساز غلظت‌های یونی سدیم (+Na) و پتاسیم(+Ca۲)، در داخل معادلات سیستم حاصل شده‌است که این به نوبه خود باعث به وجود آمدن ابزاری شبه فیزیولوژیکی، برای از کار انداختن جزئی آن دسته از طبقاتی می‌شود که نا به جا واحد بازنشانی را فعال می‌نمایند.

### Fuzzy ART
این نوع، منطق فازی را در روند تشخیص الگوی شبکه ART دخیل می‌سازد که باعث افزایش تعمیم پذیری می‌گردد. یک ویژگی اختیاری این نوع از ARTها، استفاده از complement coding است، ابزاری که با دخیل کردن فقدان برخی خصیصه‌ها در طبقه‌بندی الگوها، باعث جلوگیری از ازدیاد بی‌حاصل و غیرضروری طبقه‌ها می‌شود.

### ARTMAP
ARTMAP که با عنوان Predictive ART هم شناخته می‌شود، دو نوع اندک تغییر یافته از واحدهای ART ۱ یا ART ۲ را با الگوی یادگیری باسرپرست ترکیب می‌نماید. به این صورت که واحد اول، داده‌های ورودی را دریافت می‌نماید و واحد دوم نیز، داده‌های صحیح خروجی را دریافت می‌کند. سپس این سامانه با کمترین تنظیمات در پارامتر مراقب واحد اول، باید به طبقه‌بندی صحیح دست یابد.

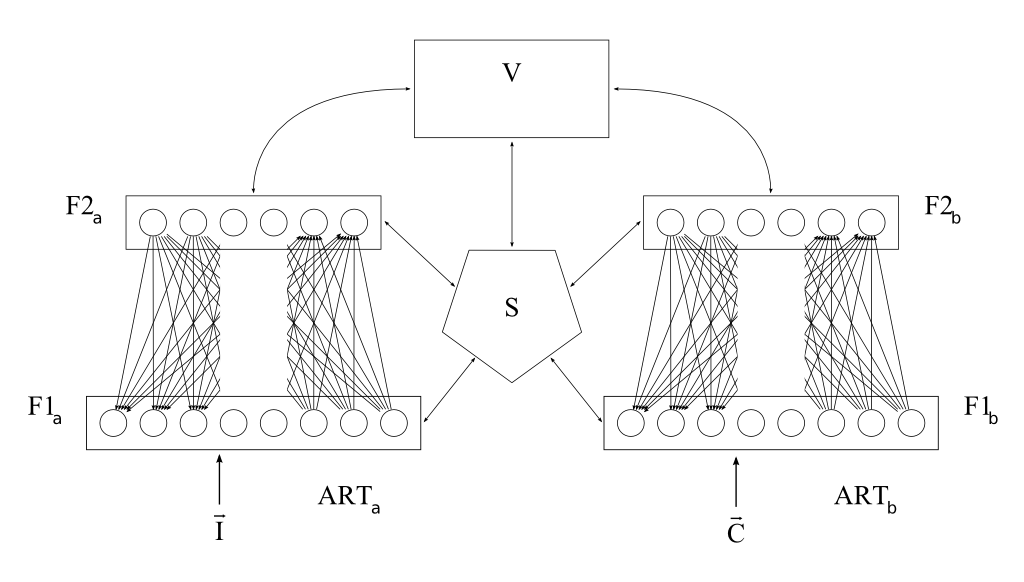
ARTMAP

### Fuzzy ARTMAP
همان ARTMAP است با این تفاوت که از منطق فازی در واحدهای ART استفاده می‌نماید و باعث سودمندی بیشتر می‌گردد.
للل